# Voorhout

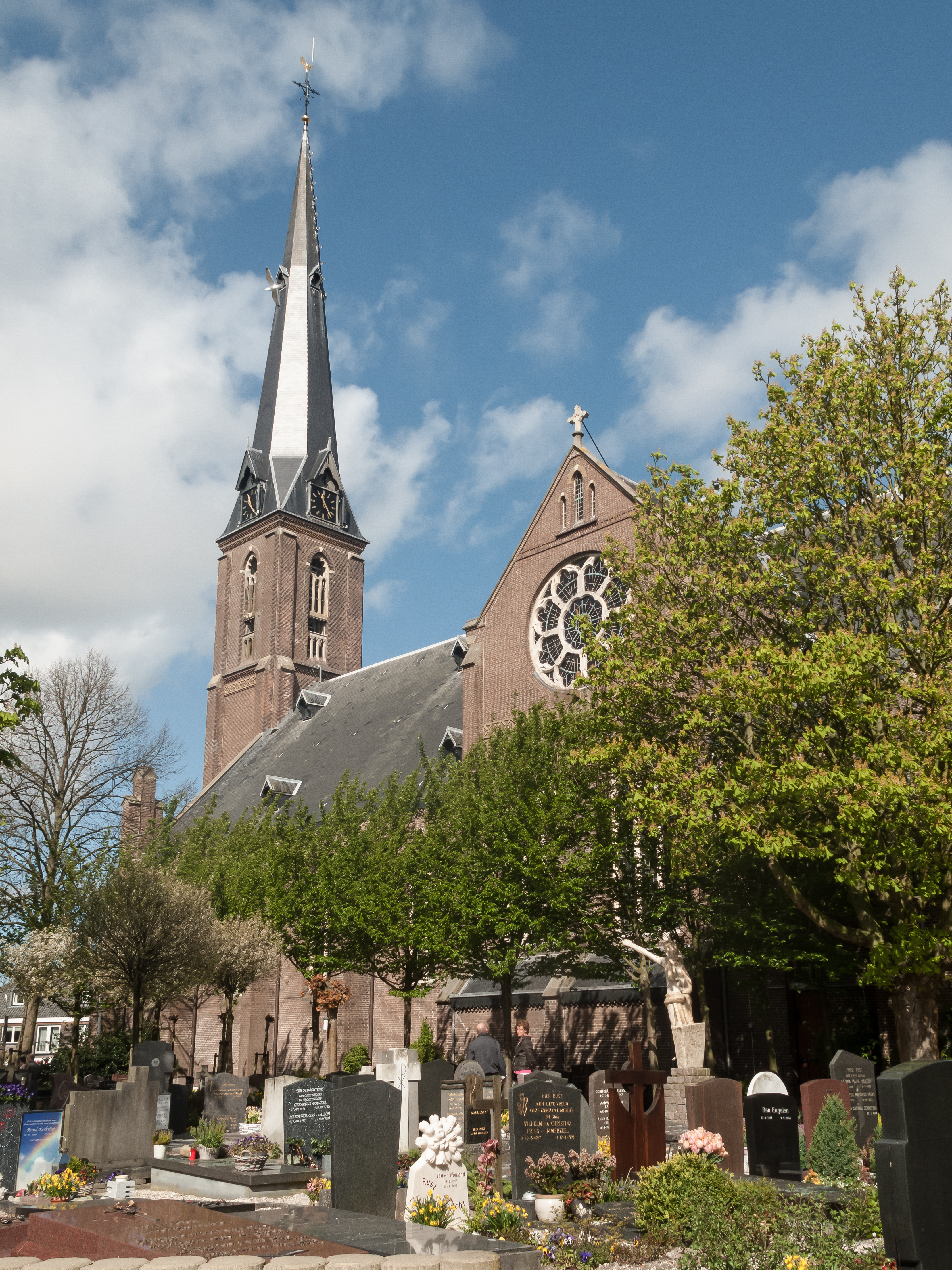
Église : de Sint Bartholomeuskerk.

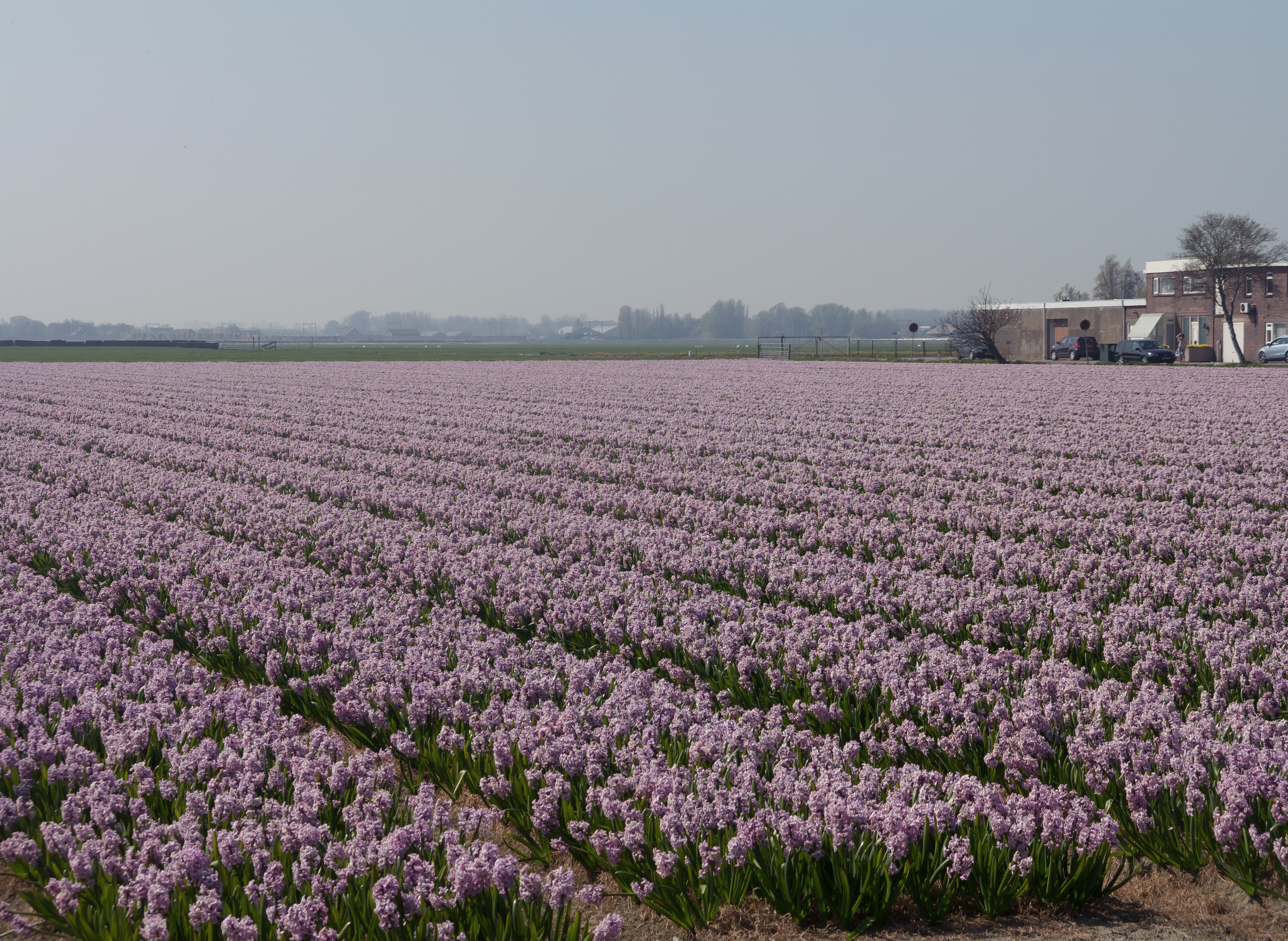
Le champ avec des jacinthes.

Voorhout est un village situé dans la commune néerlandaise de Teylingen, dans la province de la Hollande-Méridionale. Le 1er janvier 2005, le village comptait 14 972 habitants.

## Histoire
Voorhout a été une commune indépendante jusqu'au 1er janvier 2006. À cette date, elle fusionne avec Sassenheim et Warmond pour former la nouvelle commune de Teylingen.

## Personnalités
- Edwin van der Sar (1970-), footballeur néerlandais, y est né.
- Django Warmerdam (1995-), footballeur néerlandais, y est né.